# Лосє
Ло́сє (пол. Łosie) — українське лемківське село на Закерзонні, у Польщі, у гміні Лабова Новосондецького повіту Малопольського воєводства.
Населення — 224 особи (2011).

## Розташування
Лежить в Низьких Бескидах.

## Історія
Село згадується негайно після анексії Галичини — в 1359 р., коли король Казимир III Великий віддав землі на берегах Ждині своєму лицарю Павлу Гладишу. Податковий реєстр 1581 р. засвідчує власність на село Бранських, було 10 селянських ланів, 2 коморники без тяглової худоби, піп руський і церква.
У грамоті 1588 р. дідич Забелча, Вєльполя і Лабової Іоан Браницький згадує пароха села Лосє, що свідчить про існування церкви і парохії на той час.
В 1600 році Лосє відповідно до угоди в переліку 25 гірських сіл перейшло від князів Острозьких до князів Любомирських.
У 1914 р. за москвофільство 33 жителі села заарештовано і вислано до Талергофу.
З листопада 1918 по січень 1920 село входило до складу Лемківської Республіки, встановили свою владу шляхом роззброєння жандармських постерунків. У міжвоєнний період рівень життя різко знизився.
До середини XX ст. в регіоні переважало лемківсько-українське населення. У 1939 році з 340 жителів села усі 340 — українці. До 1945 р. в селі була церква греко-католицької парафії Нова Весь Мушинського деканату; метричні книги велися з 1784 року.
Після приходу Червоної армії щонайменше 38 жителів села були мобілізовані, 5 з них загинули. Після Другої світової війни Лемківщина, попри сподівання лемків на входження в УРСР, була віддана Польщі, а 63 родини корінного українського населення примусово-добровільно вивезено в СРСР. Згодом, у період між 1945 і 1947 роками, у цьому районі тривала боротьба між підрозділами УПА проти радянського і польського війська. З тих, хто вижив, 1947 року під час Операції Вісла 8 осіб були ув'язнені в концтаборі Явожно, 271 особа (59 родин) депортовані на Повернені Землі, залишилось лише 12 українців, а натомість заселено поляків.
У 1956 р. до села вдалось повернутись 8 родинам з Повернених Земель, а наступного року з СРСР повернулося 4 чоловіки. Того ж року в церкві почав служити православний священик, а греко-католицькому польська влада заборонила перебувати в селі.
У 1975—1998 роках село належало до Новосондецького воєводства.

## Демографія
Демографічна структура станом на 31 березня 2011 року:
|          | Загалом | Допрацездатний вік | Працездатний вік | Постпрацездатний вік |
| -------- | ------- | ------------------ | ---------------- | -------------------- |
| Чоловіки | 108     | 30                 | 70               | 8                    |
| Жінки    | 116     | 37                 | 66               | 13                   |
| Разом    | 224     | 67                 | 136              | 21                   |

## Пам'ятки
- В селі збереглася давня дерев'яна церква святого Архангела Михаїла збудована 1826 року зі збереженим внутрішнім оздобленням (іконостас, вівтарі, процесійний хрест, хоругва).
- Територія довкола церкви огороджена низьким кам'яним парканом.